# USS Canberra (CA-70)
USS Canberra (CA-70/CAG-2) là một tàu tuần dương hạng nặng thuộc lớp Baltimore của Hải quân Hoa Kỳ được chế tạo trong Chiến tranh Thế giới thứ hai. Nguyên được đặt tên là USS Pittsburgh, con tàu được đổi tên thành Canberra trước khi hạ thủy nhằm tưởng niệm chiếc tàu tuần dương lớp County HMAS Canberra của Hải quân Hoàng gia Australia đã bị đánh chìm trong Trận chiến đảo Savo. USS Canberra trở thành chiếc tàu chiến duy nhất của Hải quân Mỹ mang tên thủ đô một nước ngoài.
Chiếc tàu tuần dương đi vào hoạt động năm 1943, và đã phục vụ tại mặt trận Thái Bình Dương  cho đến khi bị trúng ngư lôi trong chiến dịch ném bom Đài Loan và Okinawa và buộc phải quay về Hoa Kỳ để sửa chữa. Được đưa về lực lượng dự bị sau khi chiến tranh kết thúc, Canberra được chọn để cải biến thành chiếc tàu mang tên lửa điều khiển thứ hai thuộc lớp Boston của Hoa Kỳ. Sau khi cải biến, nó đã tổ chức buổi lễ an táng Chiến sĩ Vô danh được chọn lựa trong Thế Chiến II và Chiến tranh Triều Tiên vào năm 1958, rồi thực hiện chuyến đi vòng quanh thế giới kéo dài tám tháng vào năm 1960. Nó từng tham gia hoạt động cô lập hàng hải trong vụ Khủng hoảng tên lửa Cuba năm 1962, và hoạt động trong Chiến tranh Việt Nam trong năm đợt bố trí từ năm 1965 đến năm 1969.
Canberra được cho ngừng hoạt động năm 1970, rút đăng bạ năm 1978 và bị tháo dỡ vào năm 1980. Một trong các chân vịt của nó đang được lưu giữ tại Bảo tàng Hàng hải Los Angeles, trong khi quả chuông của con tàu được trao tặng cho Bảo tàng Hàng hải Quốc gia Australia vào năm 2001. Nó được tặng thưởng bảy Ngôi sao Chiến trận do thành tích phục vụ trong Thế Chiến II và thêm danh hiệu Đơn vị Tuyên dương Anh dũng Hải quân cùng bốn Ngôi sao Chiến trận khác trong cuộc Chiến tranh Việt Nam.

## Thiết kế và chế tạo

### Thiết kế
Sau khi những giới hạn về tải trọng của tàu tuần dương hạng nặng do Hiệp ước Hải quân Washington quy định được dỡ bỏ, lớp Baltimore được thiết kế về căn bản dựa trên chiếc USS Wichita, và một phần cũng dựa trên lớp tàu tuần dương hạng nhẹ lớp Cleveland đang được chế tạo. Những chiếc Baltimore có trong lượng choán nước tiêu chuẩn lên đến 14.500 tấn Anh (14.733 t), và trang bị chín khẩu pháo 8 in (200 mm) trên ba tháp pháo ba nòng. So với lớp Wichita, vũ khí phòng không hạng nhẹ tiếp tục được tăng cường: 12 khẩu đội Bofors 40 mm bốn nòng (48 nòng pháo) cùng với 20-28 khẩu Oerlikon 20 mm. Sau Thế chiến II, pháo phòng không 20 mm bị tháo dỡ do kém hiệu quả, và pháo Bofors 40 mm được thay thế bằng pháo 3-inch/50-caliber trong thập niên 1950.

### Chế tạo
Canberra được đặt lườn như là chiếc USS Pittsburgh bởi xưởng tàu Fore River của hãng Bethlehem Steel Company tại Quincy, Massachusetts vào ngày 3 tháng 9 năm 1941. Đang khi chế tạo, nhằm ghi nhận sự dũng cảm thể hiện bởi chiếc tàu tuần dương Australia HMAS Canberra trong Trận chiến đảo Savo, Tổng thống Franklin Delano Roosevelt mong muốn kỷ niệm việc mất chiếc tàu chiến Australia bằng cách đặt tên một tàu chiến Mỹ để tôn vinh nó: Pittsburgh đã được chọn và được đổi tên thành USS Canberra. Con tàu được hạ thủy vào ngày 19 tháng 4 năm 1943, được đỡ đầu bởi Lady Alice C. Dixon, phu nhân Đại sứ Australia tại Hoa Kỳ Sir Owen Dixon, trở thành chiếc tàu chiến duy nhất của Hải quân Mỹ mang tên một tàu chiến hay tên một thành phố nước ngoài. Chính phủ Australia đáp trả sự tôn trọng này bằng cách đặt tên một tàu khu trục mới lớp Tribal là HMAS Bataan nhằm tôn vinh trận Bataan của quân đội Mỹ. Canberra được cho nhập biên chế cùng Hải quân Mỹ vào ngày 14 tháng 10 năm 1943 dưới quyền chỉ huy của hạm trưởng, Đại tá Hải quân Alex Rieman Early.

## Lịch sử hoạt động

### Chiến tranh Thế giới thứ hai
Canberra đi đến chiến trường Thái Bình Dương vào đầu năm 1944. Nó đã thực hiện bắn pháo hỗ trợ trong trận Eniwetok vào tháng 2. Trong tháng 3 và tháng 4, chiếc tàu tuần dương nằm trong thành phần đội đặc nhiệm tàu sân bay Yorktown trong việc bắn phá Palaus, Yap, Ulithi và Woleai. Sau đó Canberra bắn pháo hỗ trợ cho các chiến dịch tại New Guinea trước khi tham gia lực lượng hộ tống cho tày sân bay Enterprise để tấn công Truk và đảo Wake. Đến tháng 6, chiếc tàu chiến tham gia trận chiến biển Philippine trong thành phần hộ tống cho Lực lượng Đặc nhiệm tàu sân bay nhanh.
Vào ngày 13 tháng 10, trong khi bảo vệ cho các tàu sân bay thực hiện việc không kích Okinawa và Đài Loan, Canberra bị máy bay Nhật tấn công. Một quả ngư lôi ném từ máy bay đã đánh trúng con tàu, gây hư hại nặng và làm 23 người thiệt mạng. Nó được tàu tuần dương USS Wichita kéo quay trở về Manus để được sửa chữa tạm thời, đủ cho phép nó lên đường quay về Xưởng hải quân Boston để sửa chữa triệt để. Công việc sửa chữa kéo dài từ tháng 2 đến tháng 10 năm 1945.

### Cải biến sang lớpBoston
Canberra được cho ngừng hoạt động vào ngày 7 tháng 3 năm 1947 và được cho neo đậu cùng với Hạm đội Dự bị Thái Bình Dương tại Xưởng hải quân Puget Sound ở Bremerton, Washington. Cùng với con tàu chị em USS Boston, Canberra được chọn để cải biến thành tàu tuần dương tên lửa điều khiển. Nó được đặt ký hiệu lườn mới CAG-2, và vào ngày 4 tháng 1 năm 1952 nó được kéo đến xưởng tàu của hãngNew York Shipbuilding Corporation tại Camden, New Jersey để cải biến thành một tàu tuần dương lớp Boston.

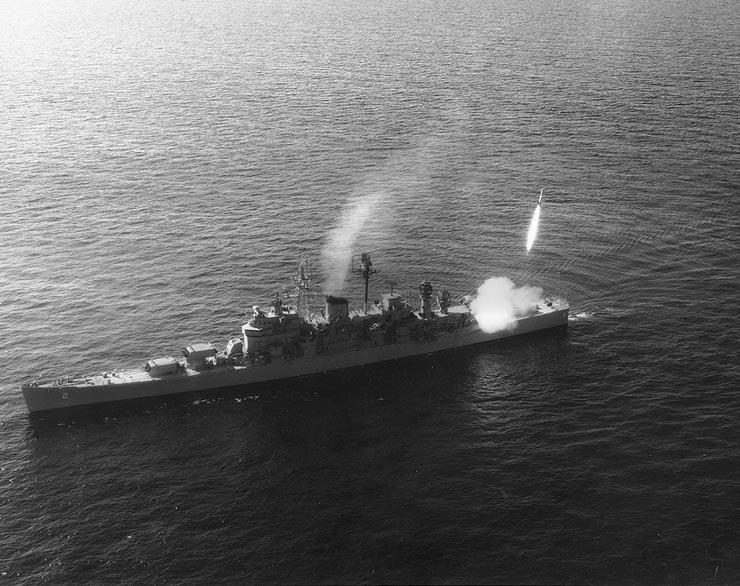
Canberra đang bắn một tên lửa Terrier sau khi cải biến sang lớp Boston

Trong quá trình cải biến kéo dài từ ngày 30 tháng 5 năm 1952 đến ngày 1 tháng 6 năm 1956, các tháp pháo 203 mm (8 inch) và 127 mm (5 inch) sau đuôi của Canberra được thay thế bằng hai bệ phóng kép tên lửa RIM-2 Terrier. Cấu trúc thượng thượng tầng phía sau của con tàu được cấu trúc lại, và hai ống khói được sáp nhập thành một. Việc nâng cấp con tàu hoàn tất vào tháng 6 năm 1956, khiến cho Canberra trở thành chiếc tàu tuần dương tên lửa điều khiển thứ hai của Hải quân Mỹ. Nếu việc cải biến tỏ ra thành công, kế hoạch đặt ra sẽ thay thế toàn bộ pháo còn lại của con tàu bằng tên lửa sau đó. Tuy nhiên, đến năm 1964, sự phát triển nhanh chóng của kỹ thuật tên lửa đã làm cho hệ thống Terrier trở nên lạc hậu, và việc cải biến toàn bộ đã không được thực hiện.

### Chiến tranh lạnh và Chiến tranh Việt Nam

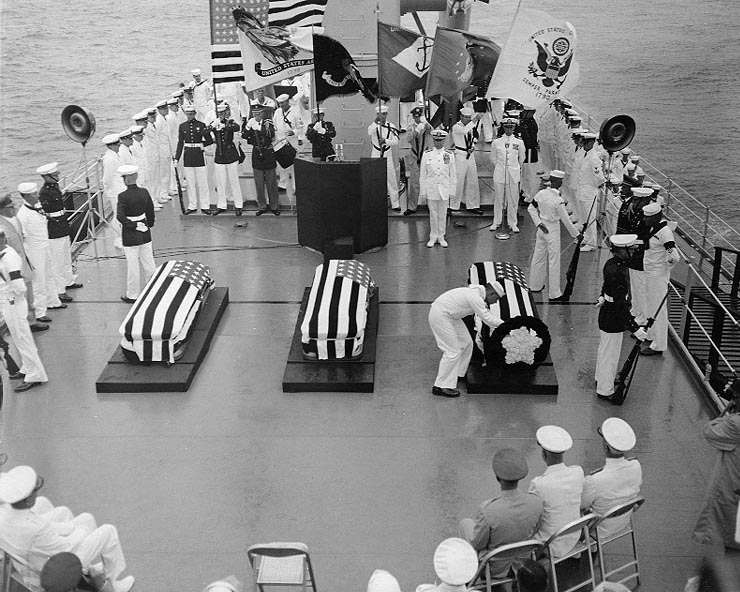
Quan tài của hai Chiến sĩ Vô danh trong Thế Chiến II (hai bên) và của Chiến tranh Triều Tiên (giữa) được chọn trong buổi lễ an táng tiến hành trên Canberra

Canberra được cho tái hoạt động vào ngày 15 tháng 6 năm 1956 tại Xưởng hải quân Philadelphia dưới quyền chỉ huy của hạm trưởng, Đại tá Hải quân Charles Thomas Mauro, Jr., và đặt cảng nhà tại Norfolk, Virginia. Vào tháng 3 năm 1957, Canberra đưa Tổng thống Dwight D. Eisenhower đến Bermuda cho một cuộc hội đàm với Thủ tướng Anh Harold Macmillan. Vào ngày 12 tháng 6, chiếc tàu tuần dương đã phục vụ như là tàu duyệt binh cho cuộc Duyệt binh Hải quân Quốc tế tại Hampton Roads. Vào năm 1958, buổi lễ an táng Chiến sĩ Vô danh được chọn lựa trong Thế Chiến II và Chiến tranh Triều Tiên đã được tổ chức trên chiếc Canberra.
Từ ngày 3 tháng 3 đến ngày 24 tháng 10 năm 1960, chiếc tàu tuần dương thực hiệ́n một chuyến đi vòng quanh thế giới kéo dài tám tháng nhằm phô trương khả năng tên lửa của nó cho các lực lượng Mỹ và đồng minh. Trong chuyến đi này, Canberra đã ghé thăm địa điểm mà chiếc tàu tuần dương Australia nó mang tên bị đánh chìm, cùng các địa điểm mà bản thân chiếc tàu chiến Mỹ từng phục vụ trong Thế Chiến II. Vào năm 1962, con tàu khởi hành từ Norfolk di chuyển về phía Nam thực hiện chiến dịch cô lập hàng hải trong vụ Khủng hoảng tên lửa Cuba.
Trong giai đoạn Chiến tranh Việt Nam, Canberra đặt cảng nhà tại San Diego. Nó đã năm lần được bố trí đến Việt Nam trong thời gian từ năm 1965 đến năm 1969, nơi mà các khẩu pháo 203 mm (8 inch) và 127 mm (5 inch) của nó hỗ trợ cho các đơn vị Hoa Kỳ. Trong các đợt bố trí năm 1967 và 1968, Canberra hoạt động ở phía Bắc khu Phi Quân sự, bắn phá các cầu và tuyến đường vận chuyển cùng các cơ sở trên bờ. Vào ngày 2 tháng 3 năm 1967, chiếc tàu tuần dương bị bắn trúng hai phát đạn pháo từ trên bờ, những chỉ bị hư hại nhẹ cấu trúc và một số người bị thương. Vào ngày 6 tháng 4 năm 1967, một thủy thủ trẻ tên Doug Hegdahl bị tai nạn thổi tung xuống nước bởi một khẩu đội 127 mm (5 inch); anh bị một tàu chiến Bắc Việt Nam bắt giữ và được giam giữ tại nhà giam Hà Nội Hilton nổi tiếng. Những hồi ức của Hegdahl trong thời gian đó sau này là một bằng chứng cho sự khắc nghiệt mà phía Bắc Việt Nam thực hành tại các trại tù binh. Sau khi kết thúc lượt phục vụ thứ hai tại Việt Nam vào tháng 4 năm 1967, chiếc tàu tuần dương đã viếng thăm Melbourne, và đã ở lại vùng biển Australia trong tháng 5 nhân dịp kỷ niệm 25 năm trận chiến biển Coral.
Trong cuộc Tổng tấn công Tết Mậu Thân năm 1968, Canberra di chuyển về phía Nam hỗ trợ cho các đơn vị tại Huế, và đã bắn 35.000 phát đạn pháo trong vòng 31 ngày. Vào ngày 1 tháng 5 năm 1968, Canberra quay trở lại ký hiệu lườn cũ CA-70; khi mà dàn vũ khí tên lửa của nó đã trở nên lạc hậu, và các tháp pháo 203 mm (8 inch) được giữ lại phía trước trở thành hỏa lực chính cho chiếc tàu tuần dương, cho dù các bệ phóng tên lửa Tartar được giữ lại trong suốt quãng đời còn lại. Lượt bố trí cuối cùng của nó tại Việt Nam kết thúc vào đầu tháng 1 năm 1969.

### Ngừng hoạt động và số phận

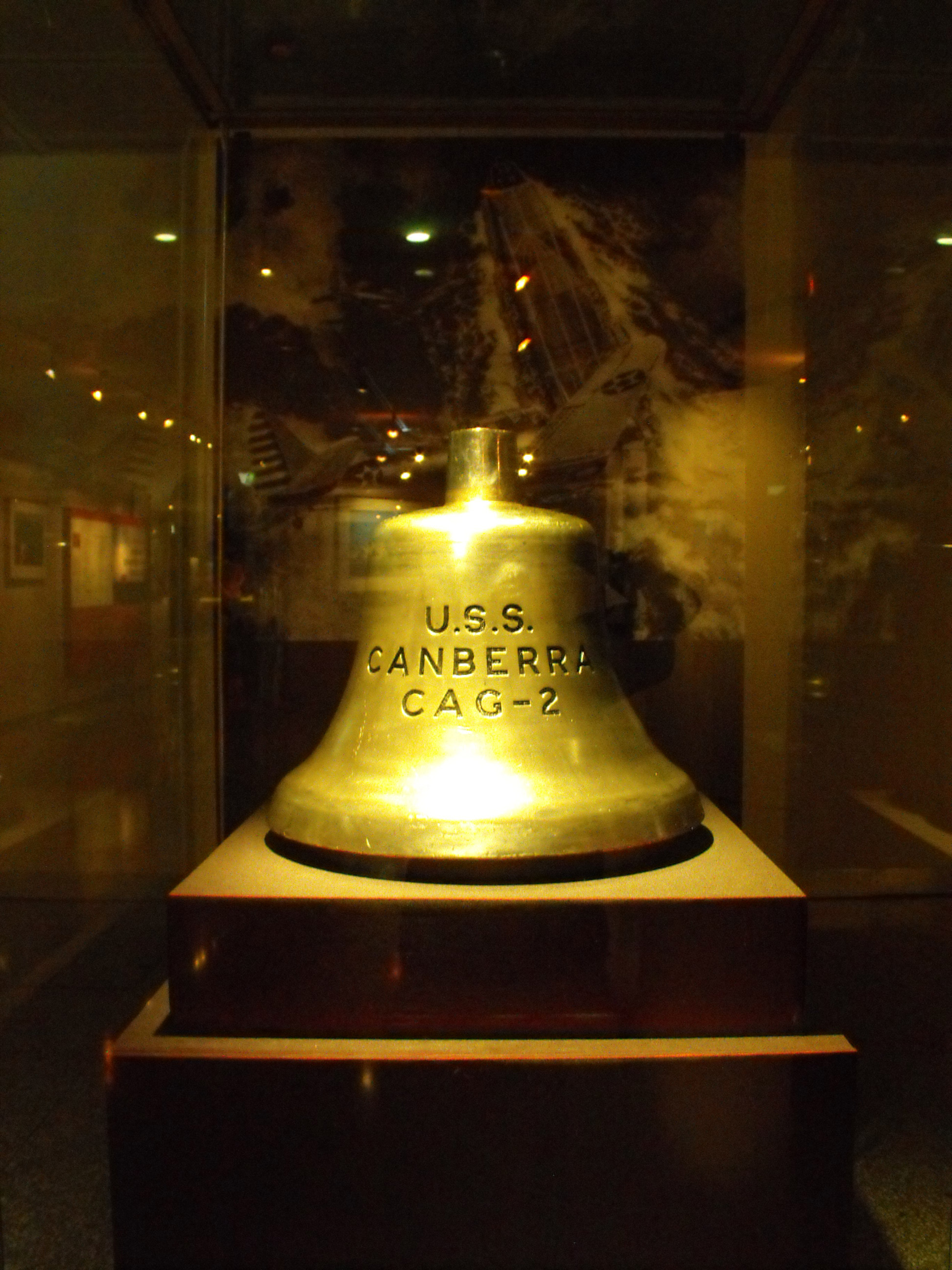
Chiếc chuông của USS Canberra, đang được trưng bày tại Bảo tàng Hàng hải Quốc gia Australia

Canberra được cho xuất biên chế vào ngày 2 tháng 2 năm 1970 và được rút khỏi danh sách Đăng bạ Hải quân vào ngày 31 tháng 7 năm 1978. Nó được bán cho hãng National Metal để tháo dỡ vào ngày 15 tháng 7 năm 1980, được kéo khỏi vịnh Suisun vào ngày 1 tháng 8 và được tháo dỡ.
Canberra được tặng thưởng bảy Ngôi sao Chiến đấu do thành tích phục vụ, tất cả đều trong Chiến tranh Thế giới thứ hai.
Một trong các chân vịt của con tàu được trưng bày tại Bảo tàng Hàng hải Los Angeles. Chiếc chuông của con tàu đã được giữ lại, và mặc dù luật pháp Hoa Kỳ ngăn cấm các nước khác sở hữu những di sản của hải quân, một chiến dịch vận động thành công đã đưa đến việc Tổng thống George W. Bush trao tặng quả chuông này cho Thủ tướng Australia John Howard vào ngày 10 tháng 9 năm 2001, nhân dịp kỷ niệm 50 năm ngày ký kết hiệp ước ANZUS. Quả chuông nặng 250 pound (110 kg) hiện đang được trưng bày tại gian Hoa Kỳ của Bảo tàng Hàng hải Quốc gia Australia.

## Phần thưởng
Canberra được tặng thưởng bảy Ngôi sao Chiến trận do thành tích phục vụ trong Thế Chiến II và thêm bốn ngôi sao khác trong cuộc Chiến tranh Việt Nam.
| Bronze star · Bronze star                             |  |                                         |
|                                                       |  | Silver star · Bronze star · Bronze star |
|                                                       |  | Bronze star · Bronze star               |
| Bronze star · Bronze star · Bronze star · Bronze star |  |                                         |
|                                                       |  |                                         |

| Dãi băng Hoạt động Tác chiến với 1 Ngôi sao Chiến trận | Dãi băng Hoạt động Tác chiến với 1 Ngôi sao Chiến trận | Đơn vị Tuyên dương Anh dũng Hải quân với 1 Ngôi sao Chiến trận | Đơn vị Tuyên dương Anh dũng Hải quân với 1 Ngôi sao Chiến trận          |
| Huân chương Viễn chinh Hải quân                        | Huân chương Chiến dịch Hoa Kỳ                          | Huân chương Chiến dịch Hoa Kỳ                                  | Huân chương Chiến dịch Châu Á-Thái Bình Dương với 7 Ngôi sao Chiến trận |
| Huân chương Chiến thắng Thế Chiến II                   | Huân chương Phục vụ Phòng vệ Quốc gia                  | Huân chương Phục vụ Phòng vệ Quốc gia                          | Huân chương Viễn chinh Lực lượng Vũ trang với 2 Ngôi sao Chiến trận     |
| Huân chương Phục vụ Việt Nam với 4 Ngôi sao Chiến trận | Đơn vị Tuyên dương Tổng thống Philippine               | Đơn vị Tuyên dương Tổng thống Philippine                       | Huân chương Anh Dũng Bội Tinh (Việt Nam Cộng Hòa)                       |
| Huân chương Dân vụ Bội tinh (Việt Nam Cộng Hòa)        | Huân chương Giải phóng Philippine (Philippine)         | Huân chương Giải phóng Philippine (Philippine)                 | Huân chương Chiến dịch Bội tinh (Việt Nam Cộng Hòa)                     |